# Asterix en de Romeinse Lusthof
Asterix en de Romeinse Lusthof (Astérix: Le domaine des dieux) is een Franse-Belgische animatiefilm uit 2014. Het is de negende Asterix-animatiefilm en de eerste Asterix-film als  3D-animatiefilm. De film is gebaseerd op het Asterix-verhaal De Romeinse lusthof, dat in 1971 werd gemaakt door René Goscinny en Albert Uderzo.

## Verhaal
Julius Caesar bedenkt een nieuw plan om de onoverwinnelijke Galliërs het vuur aan de schenen te leggen en waar militaire strategie plaatsmaakt voor verdoken sublimatie: hij wil het woud rondom het dorp omtoveren tot een vakantie-oord, genaamd de Romeinse Lusthof. Asterix en Obelix laten dit natuurlijk niet zonder slag of stoot gebeuren, maar ten behoeve van de slaven zwichten ze uiteindelijk en de eerste fase wordt voltrokken. Panoramix en Asterix begrijpen al snel de ware toedracht, maar het kwaad geschiedt al wanneer de dorpelingen gretig inspelen op de Romeinse toeristen die het dorp als een attractie en goedkope souvenirbron zien, met alle gevolgen van dien. Toch weten de helden de boel op het laatste weer recht te trekken en wordt de Lusthof tot ruïnes herleid.

## Stemverdeling
| personage     | Franse stem            | Engelse stem   | Nederlandse stem | Vlaamse stem     |
| ------------- | ---------------------- | -------------- | ---------------- | ---------------- |
| Asterix       | Roger Carel            | Jack Whitehall | Laus Steenbeeke  | Warre Borgmans   |
| Obelix        | Guillaume Briat        | Nick Frost     | Bas Keijzer      | Wim Opbrouck     |
| Julius Caesar | Philippe Morier-Genoud |                | Arnold Gelderman | Arnold Gelderman |
| Panoramix     | Bernard Alane          | John Innes     | Frans Maas       | Frans Maas       |
| Kakofonix     | Serge Papagalli        | Alan Marriott  | Matteo Simoni    | Matteo Simoni    |

## Achtergrond en trivia
Het is de eerste nieuwe tekenfilm die wordt geproduceerd en er wordt veel teruggegrepen naar het originele verhaal, zij het met diverse wijzigingen:
- Obelix is hier op een gegeven moment verdoofd en wordt in de kelder van de Lusthof gedumpt. Dit gebeurt in de strip niet.
- De diverse scènes rond de muurmozaïek komen niet in de strip voor.
- Hoewel de dorpelingen gretig inspelen op de toeristenstroom, gaan ze niet zo ver in de strip dat ze een voor een naar de Lusthof trekken. Wel wordt Kakofonix erheen gestuurd met de bedoeling de boel indirect op stelten te zetten.
- Panoramix zegt, wanneer de Romeinen dicht bij de ketel met toverdrank staan: "Gij zult niet passeren." Dit is een verwijzing naar een passage uit In de ban van de ring.
- Een vergrote Obelix klimt op een van de gebouwen van de Romeinse Lusthof en gromt naar de Romeinen. Dit is een verwijzing naar King Kong.
- Deze film is de laatste film van Roger Carel. Ook is het de laatste film waarin hij de stem van Asterix verleent.
- Het zwaard van Asterix wisselt van plaats mettertijd in de film.
- De quiz en de loting voor een verblijf in de Romeinse Lusthof vinden in de strip plaats in het Circus Maximus, maar in de film vinden deze plaats in her Colosseum.
- In het einde van de film wordt er gezegd dat er 75.000.000 mensen in het Colosseum zitten. Dit klopt historisch gezien niet, want het Colosseum had maximaal 73.000 bezoekers.[2]